# Eotapinoma compacta
Eotapinoma compacta är en myrart som beskrevs av Gennady M. Dlussky 1988. Eotapinoma compacta ingår i släktet Eotapinoma och familjen myror. Inga underarter finns listade i Catalogue of Life.